# 1998 HM52
1998 HM52 är en asteroid i huvudbältet som upptäcktes den 27 april 1998 av den australiensiske astronomen Frank B. Zoltowski i Woomera.
Asteroiden har en diameter på ungefär 4 kilometer.